# 55 شارع ووتر
1. ↑  OpenStreetMap (باللغات المتعددة), 9 Aug 2004, QID:Q936

يبلغ ارتفاع 55 Water Street 687-قدم-tall (209 م) ناطحة سحاب على نهر إيست في الحي المالي في مانهاتن السفلى ، مدينة نيويورك ، الولايات المتحدة.يتكون المبنى من 53 طابقًا 3.5-مليون-قدم-مربع (325,000 م2)تم الانتهاء من بناء الهيكل في عام 1972.المبنى من قبل شركة إيمري روث وأبناؤه ، وطور من قبل الأخوين أوريس.عند اكتمال بنائه، كان أكبر مبنى مكاتب مملوك للقطاع الخاص في العالم من حيث مساحة الأرضية.تم بناء 55 Water Street على قطعة أرض كبيرة يحدها Coenties Slip من الجنوب الغربي، وWater Street من الشمال الغربي، وOld Slip من الشمال الشرقي، و South Street و FDR Drive من الجنوب الشرقي.وهي مملوكة لصندوق التقاعد أنظمة التقاعد في ألاباما (RSA).
يتكون المبنى رقم 55 في شارع واتر من قسمين: برج مكون من 53 طابقًا إلى الجنوب وجناح مكون من 15 طابقًا إلى الشمال.تكون واجهة المبنى من الحجر والزجاج.المبنى الجنوبي مستطيل الشكل، في حين يحتوي المبنى الشمالي على جدران مائلة ويمتد بالتوازي مع الحدود الشمالية الغربية للموقع.تتكون الأساسات من جدران من الخرسانة المسلحة والهيكل العلوي مصنوع من الفولاذ.يحتوي كل طابق علوي على 55,000 قدم2 (5,100 م2) من المساحة، في حين أن الطوابق السفلية يبلغ حجمها ضعف هذا الحجم تقريبًا. كماتوجد ساحة عامة مرتفعة في الجزء الشرقي من الموقع، والمعروفة باسم Elevated Acre.لمساحة عامة أخرى إلى الجنوب الغربي، وهي حديقة جانيت (التي أصبحت الآن ساحة قدامى المحاربين في فيتنام )، عندما تم بناء 55 شارع ووتر.
في أكتوبر 1968، اقترحت شركة Uris Buildings Corporation تشييد مبنى مكون من 53 طابقًا في الموقع، وبدأت الأعمال في العام التالي.تم الانتهاء من بناء المبنى في حفل أقيم في 18 يونيو 1971، وبدأ المستأجرون في الانتقال إلى المبنى في بداية عام 1972.احتلت العديد من الشركات المالية مساحة في 55 شارع ووتر، بما في ذلك بنك كيميكال في نيويورك ، الذي استأجر ما يقرب من ثلث المساحة وكان يمتلك 15 في المائة من المبنى.اشترت شركة ناشيونال كيني كوربوريشن حصة الأغلبية في عقارات يوريس بحلول أواخر عام 1973، وباعت 55 ووتر ستريت إلى أوليمبيا ويورك في عام 1976.اشترت شركة RSA المبنى في عام 1993 بعد أن واجهت أوليمبيا ويورك صعوبات مالية في سداد الرهن العقاري.المبنى في تسعينيات القرن الماضي ومرة أخرى في العقد الثاني من القرن الحادي والعشرين.

## موقع
يقع 55 Water Street في الحي المالي في مانهاتن السفلى في مدينة نيويورك .   تغطي قطعة الأرض كتلة المدينة بأكملها التي يحدها من الجنوب الغربيCoenties Slip، وWater Street إلى الشمال الغربي، وOld Slip إلى الشمال الشرقي، و South Street و FDR Drive إلى الجنوب الشرقي. يغطي الموقع 160,692 قدم2 (14,928.8 م2) بواجهة 415 قدم (126 م) على شارعي المياه والجنوب وعمق 355 قدم (108 م) . تقع كتلة Fraunces Tavern إلى الشمال الغربي؛ ويقع متحف شرطة مدينة نيويورك و32 Old Slip مباشرة إلى الشمال الشرقي؛ ويقع 25 Water Street و 2 New York Plaza إلى الغرب. يوجد مركز النقل South Ferry على بعد كتلتين غرب المبنى، ويتكون من محطة South Ferry/Whitehall Street التابعة لمترو مدينة نيويورك ومحطة Whitehall Terminal التابعة لـ Staten Island Ferry . بالإضافة إلى ذلك، يقع المبنى مباشرة عبر طريق FDR من مهبط طائرات الهليكوبتر في وسط مدينة مانهاتن.  حدد رمز بريدي خاص للمبنى، 10041؛ وكان واحدًا من 41 مبنى في مانهاتن التي كان لها رموز بريدية خاصة بها اعتبارًا من 2019. 
يوجد 55 Water Street ضمن كتلة سكنية ضخمة، والتي إنشئت من خلال الجمع بين أربع كتل سكنية أخرى.   قبل تشييد مبنى المكاتب الحالي، يحتوي الموقع على المقر الرئيسي لمعهد كنيسة البحارة في نيويورك ونيوجيرسي، والذي صممه وارن وويتمور.  يعبر زقاق كويلرز الموقع من الشمال الغربي إلى الجنوب الشرقي، في حين يقسم شارع فرونت الموقع من الجنوب الغربي إلى الشمال الشرقي. إغلق كلا الشارعين لإفساح المجال لبناء المبنى.   الموقع بأكمله كان عبارة عن أرض مستصلحة ؛ قبل توسع مانهاتن السفلى في القرنين الثامن عشر والتاسع عشر، كان الموقع جزءًا من نهر إيست.

## بنيان
صمم المبنى من قبل شركة إيمري روث وأبناؤه لشركة يوريس للمباني .    إنه أحد المباني الستة التي صممتها شركة إيمري روث وأبناؤه في المنطقة المجاورة مباشرة.  يتكون المبنى رقم 55 Water Street من قسمين: "المبنى الجنوبي" المكون من 53 طابقًا إلى الجنوب الغربي (بجوار حديقة Jeannette) و"المبنى الشمالي" المكون من 15 طابقًا إلى الشمال (بجوار شارع Water Street وOld Slip). توجد ساحة مرتفعة بالقرب من القسم الشرقي للموقع، بجوار Old Slip وSouth Street.  

### الشكل والواجهة
تتكون واجهة المبنى من الحجر والزجاج. المبنى الجنوبي مستطيل الشكل، حيث يمتد محوره الأطول بالتوازي مع الحدود الجنوبية الغربية للموقع. كانت هذه الخطوة في البناء لتجنب عرقلة رؤية نهر إيست (بجوار الحدود الجنوبية الشرقية لشارع واتر رقم 55) من المباني القريبة.   يحتوي المبنى الشمالي على جدران مائلة ويمتد بالتوازي مع الحدود الشمالية الغربية للموقع. وهذا يعطي المبنى شكل حرف "L" كما يُرى من الأعلى.  بين الطابقين الثاني والرابع عشر، توجد نوافذ زجاجية برونزية مدمجة داخل جدار الستارة الحجري. تتباعد أعمدة النوافذ بمقدار 4 قدم (1.2 م) بعيدًا. 
القسم المكون من 53 طابقًا هو 687 قدم (209 م) ارتفاعه إلى سقفه.   بما في ذلك النوافذ السقفية، يبلغ حجم المبنى 751 قدم (229 م) طويل القامة حتى قمته.  السقف مصنوع من غشاء مقاوم للماء ومغطى بطبقة من الخبث.  قام جاروس، بوم وبولس بتصميم إضاءة LED للحاجز الموجود أسفل سقف المبنى مباشرة. 

### الداخلية
عندما أكتملت مراحل بناء 55 Water Street، كان أكبر مبنى في مدينة نيويورك، حيث بلغ عدد طوابقه 3,200,000 قدم2 (300,000 م2) من المساحة القابلة للتأجير.  بما في ذلك المساحة غير القابلة للتأجير، بلغت المساحة الإجمالية للهيكل 3,500,000 قدم2 (330,000 م2) .  في ذلك الوقت، كان هذا يجعل 55 شارع ووتر أكبر مبنى مكاتب مملوك للقطاع الخاص في العالم.  كان كل من Merchandise Mart والبنتاغون يتمتعان بمساحة مكتبية أكبر، لكنهما كانا مملوكين لكيان حكومي. كان ثاني أكبر مبنى في مدينة نيويورك هو مبنى ميتلايف (الذي كان في الأصل مبنى بان آم)، والذي بلغ عدد طوابقه 2,400,000 قدم2 (220,000 م2) ؛ وان نيويورك بلازا، مع 2,100,000 قدم2 (200,000 م2) ومبنى إمباير ستيت، الذي يتسع 1,800,000 قدم2 (170,000 م2) .  يرتبط البرج الرئيسي وجناحه الأقصر بكل من الطوابق الخمسة عشر الأدنى.  يحتوي كل طابق علوي على 55,000 قدم2 (5,100 م2) من المساحة، في حين أن الطوابق السفلية يبلغ حجمها ضعف هذا الحجم تقريبًا.   ظل مبنى 55 Water Street أكبر مبنى للمكاتب في مدينة نيويورك اعتبارًا من 2010 . 
في مقابل إنشاء ساحات عامة بجوار المبنى، سُمح لشركة أوريس بزيادة الحد الأقصى لمساحة الأرضية المسموح بها بموجب لوائح تقسيم المناطق بمقدار 485,640 قدم2 (45,117 م2) قدمًا إضافية. .  قامت شركة أوريس ببناء ساحة تحت الأرض مع توفير إمكانية الاتصال بمحطة مترو أنفاق غير مبنية في مدينة نيويورك .    تم بناء القاعة كجزء من خطة رئيسية للنقل في مدينة نيويورك. 
كانت الردهة الرئيسية مغطاة في الأصل بالحجر الجيري . وفي تسعينيات القرن العشرين، تم استبداله بالرخام الإيطالي والفرنسي، مع تركيبات زخرفية من الفولاذ المقاوم للصدأ وأسقف من أوراق الألومنيوم. بالإضافة إلى ذلك، لوحة من العقيق بقياس 10 by 50 قدم (3.0 by 15.2 م) تم تركيبه خلف مكتب الاستقبال.  بعد تجديد آخر في عام 2018، يحتوي اللوبي الرئيسي على حائط فيديو، يتكون من شاشتين LED تحتوي كل منهما على 42 بلاطة.   تبلغ قياسات الشاشات مجتمعة 8 قدم (2.4 م) ارتفاع 42 قدم (13 م) عرضًا، ويبلغ عرض كل شاشة 21 قدم (6.4 م) عرض.  يحتوي اللوبي أيضًا على زوج من مكاتب الاستقبال، ومنصة لتلميع الأحذية، وبار قهوة، وصالة. هناك أيضًا بوابات دوارة يجب على المستأجرين والضيوف المرور من خلالها. 

#### السمات الهيكلية
تتكون الأساسات من جدران من الخرسانة المسلحة.   يتضمن أساس المبنى سدًا خرسانيًا يحيط بالموقع وينزل إلى الطبقة الأساسية من الصخر . قام العمال أولاً بوضع جدار احتياطي من ألواح معدنية مموجة، والتي تم غمرها 40 قدم (12 م) تحت الأرض، ثم تم تجريف الموقع بأكمله. تم بعد ذلك صب السد خلف الجدار الاحتياطي، وتم وضع طبقة من التراب بين السد والجدار الاحتياطي. يتناقض هذا مع أسس ناطحات السحاب الأخرى في مانهاتن، والتي كانت عادةً غارقة مباشرة في الصخر، لكنها وفرت مساحة لمكاتب تحت الأرض، وموقف سيارات، و 25,000 قدم2 (2,300 م2) قبو بنك للبنك الكيميائي . 
يتكون الهيكل العلوي من الفولاذ، مع ألواح أرضية من نوع "Q". يمكن لطوابق المكاتب أن تحمل أحمالًا حية تتراوح من 50 إلى 100 psf (2.4 إلى 4.8 كـبا) . تتمتع مساحات البيع بالتجزئة والساحة والطابق السفلي والميكانيكا بقدرات تحميل حية أعلى، تتراوح ما يصل إلى 300 psf (14 كـبا) لمستوى الساحة.  يحتوي المبنى على 3.5 مليون قدم مربع (330,000 م2) من أرضيات الفولاذ المجلفن المعيارية.  بشكل عام، يبلغ ارتفاع أرضيات المكاتب من بلاطة إلى بلاطة 12.25 قدم (3.73 م) ، على الرغم من أن ارتفاع مساحة المكتب النهائية قد يكون صغيرًا مثل 8.5 قدم (2.6 م) . يبلغ ارتفاع الطوابق الفرعية والساحة والطابق الأرضي 13.5 قدم (4.1 م) قدمًا. كما تم قياسه بين الأرضية والسقف، في حين أن المساحات التجارية والميكانيكية يبلغ ارتفاعها من بلاطة إلى بلاطة 30 قدم (9.1 م) . 

#### الميزات الميكانيكية
كانت شركة Jaros, Baum & Bolles هي الشركة المسؤولة عن أعمال الهندسة الميكانيكية والسباكة للمبنى.  يحتوي الطابق 14 على الغرف الميكانيكية الأساسية للمبنى ووحدات التهوية والمعدات الكهربائية. توجد معدات ميكانيكية إضافية في الطابق السفلي، وعلى السطح، وفي الطابقين 2 و52.  تتدفق الكهرباء من نظام إمداد الطاقة في مدينة نيويورك إلى لوحات التوزيع الموجودة في القاعة، والمستوى الفرعي الأول، والطابق الرابع عشر. هناك أيضًا ستة خزائن كهربائية في كل طابق.  في تسعينيات القرن العشرين، تم تركيب إحدى عشر مولدًا كهربائيًا على السطح، كل منها بسعة 1,750 كـو (2,350 حصان) كانت هذه تعمل بواسطة مضخات في مستويات الطابق .  اعتبارًا من 2018, there are 14 electrical generators, and the emergency power system can run for up to three days.
يوجد 71 مصعدًا للركاب في جميع أنحاء المبنى. تنقسم المصاعد المخصصة للركاب والتي تتسع لـ 60 راكبًا في المبنى الجنوبي إلى عشرة مجموعات من ستة سيارات؛ ويربط كل مجموعة من المصاعد الردهة بخمسة إلى ثمانية طوابق. يحتوي المبنى الشمالي على تسعة مصاعد للركاب، تربط جميعها المستويات تحت الأرضية بالطوابق من 1 إلى 13؛ خمسة منها تنزل إلى الطابق السفلي بينما تنزل الأربعة الأخرى إلى الطابق السفلي الفرعي.  تم تزيين التصميمات الداخلية لكابينة المصعد في الأصل بالخيش البني، ولكن أثناء عملية التجديد في التسعينيات، أعيد تزيين كابينة المصعد بالفولاذ المقاوم للصدأ والرخام الأخضر.  يحتوي المبنى 55 Water Street أيضًا على ستة مصاعد شحن: أربعة في المبنى الجنوبي واثنان في المبنى الشمالي. ينتقل كل مصعد شحن من الطابق السفلي إلى أعلى مستوى في ذلك القسم من المبنى، باستثناء مصعد واحد في المبنى الجنوبي، والذي ينتقل فقط من الطابق السفلي إلى الطابق 18.  لا يوجد أي مصاعد تصعد إلى ما فوق الطابق 52 في المبنى الجنوبي. 
ينقسم نظام التدفئة والتهوية وتكييف الهواء (HVAC) في المبنى إلى عدة مناطق، كل منها تخدم مجموعة مختلفة من الطوابق.  55 Water Street's chiller system was replaced in the 2010s. يتكون النظام الجديد من ثلاث وحدات تبريد،  والتي تنبعث منها مجتمعة 32.5 مليون رطل أقل من CO2 مقارنة بالنظام القديم.  بلغ وزن كل من المبردات 53 طن صغير (48 t) وكانت ثقيلة للغاية لدرجة أنه كان من الضروري رفعها إلى واجهة المبنى في الليل، عندما كانت حركة المرور في المنطقة أقل.  يوجد أيضًا مصنع لتخزين الطاقة الحرارية يحتوي على 134 خزانًا للثلج، والتي يمكنها تخزين ما يصل إلى 16800 طن في الساعة من الحرارة.  يحتوي المبنى على خزانات مياه عديدة وخزان مياه . The tanks are fed by two water mains that connect to the New York City water supply system; the building's domestic water service is also fed by these mains. يتصل أنبوبان للصرف الصحي بنظام الصرف الصحي في مدينة نيويورك . 

### الساحات

#### الساحات الأرضية
عندما تم بناء 55 Water Street، تم تحويل Coenties Slip (الذي يجاور الموقع إلى الجنوب الغربي) إلى ساحة للمشاة تُعرف باسم Jeannette Park .   وتغطي المساحة 33,307 قدم2 (3,094.3 م2) .  كانت الحديقة موجودة بجوار Coenties Slip منذ عام 1884، عندما تم تخصيصها لسفينة الاستكشاف USS Jeannette ، لكن بول فريدبيرج قام بتوسيع الحديقة في عام 1971 كجزء من بناء 55 Water Street.  في البداية، كان مالكو المبنى رقم 55 في شارع واتر مسؤولين عن صيانة الحديقة، التي كانت مرصوفة بالطوب على غرار ساحة Elevated Acre بجوار المبنى.  تم الإعلان عن خطط إعادة تطوير الأرض وتحويلها إلى نصب تذكاري لقدامى محاربي حرب فيتنام في عام 1982،   وتم إعادة افتتاحها كساحة لقدامى محاربي فيتنام في عام 1985.   تم تجديد الساحة وإعادة تصميمها بواسطة لي إس جابلين من شركة هارمان جابلين للهندسة المعمارية بدءًا من عام 2000،  وتم إعادة افتتاحها في عام 2001. 
هناك أيضًا 10,254 قدم2 (952.6 م2) ممر للمشاة بجوار شارع واتر وساحة قدامى المحاربين في فيتنام. ويعمل بشكل فعال بمثابة امتداد للرصيف المجاور.  تمت إضافة مظلة مائلة في التسعينيات. 

#### فدان مرتفع

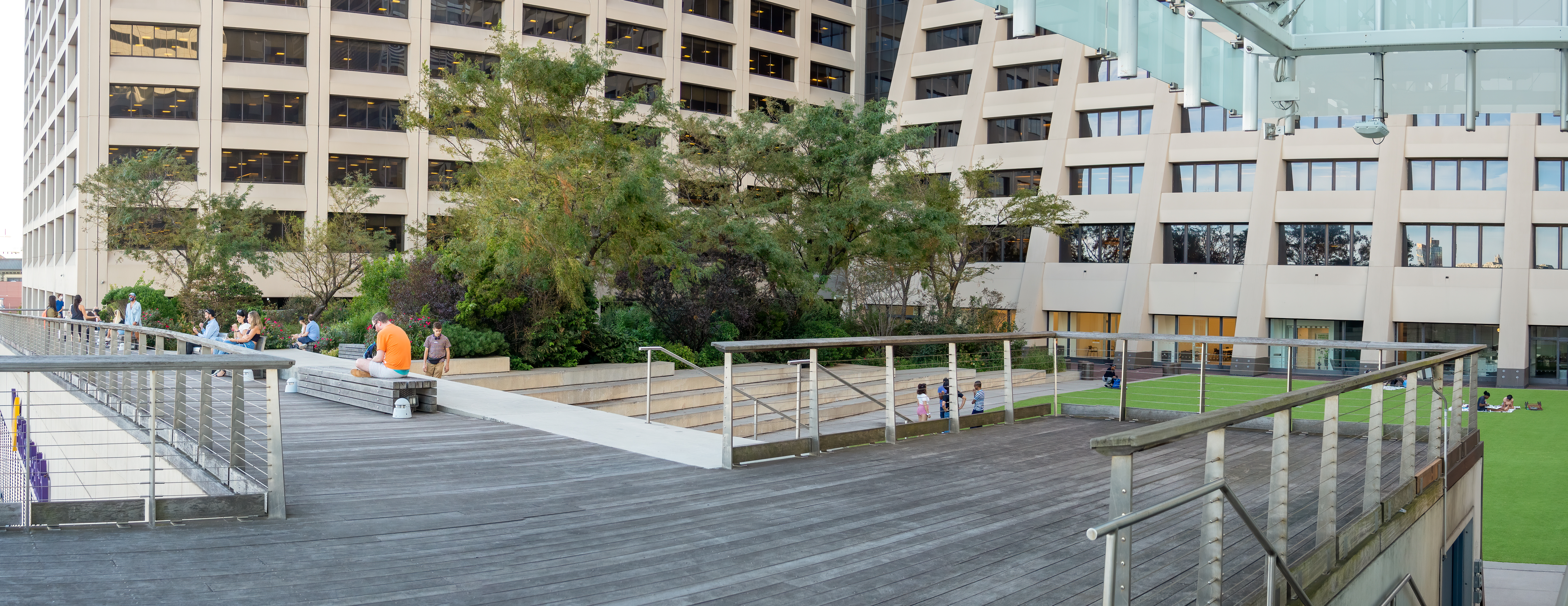
الفدان المرتفع

الساحة المرتفعة هي مساحة عامة مملوكة للقطاع الخاص (POPS) والمعروفة باسم Elevated Acre . إنه حوالي 30 قدم (9.1 م) فوق مستوى الشارع ويمكن الوصول إليه عبر السلالم المتحركة والسلالم من شارع ووتر،   بين جناحي المبنى.  وتغطي الساحة حوالي 40,000 قدم2 (3,700 م2؛ 0.92 أكر) .  تعد هذه المساحة واحدة من عدد قليل من ساحات POPS المرتفعة في مدينة نيويورك؛ وتوجد ساحات مماثلة في One Bankers Trust Plaza، و300 East 59th Street، و622 Third Avenue، وMurray Hill Mews، و Trump Tower . سمح إنشاء المساحة العامة للمطورين بزيادة إجمالي المساحة المربعة لـ 55 Water Street إلى ما يتجاوز ما كانت لوائح تقسيم المناطق تسمح به في الموقع.  توجد أسفل الساحة مرآب للسيارات.  
تم اقتراح Elevated Acre في الأصل كجزء من شبكة غير مبنية من الممرات والساحات المرتفعة بجوار نهر إيست.   كان لورانس هالبرين هو من وضع الخطط الأصلية للساحة،  ولكن شركة إم. بول فريدبيرج وشركاه قاموا بتنفيذ التصميم النهائي.   تم رصف Elevated Acre في الأصل بنفس بلاط الطوب الأحمر مثل حديقة Jeannette. كانت الساحة تحتوي على القليل جدًا من الزخارف باستثناء مجموعة من الجدران المنحنية المبنية من الطوب، بالإضافة إلى بعض المقاعد والأشجار.   وكان هناك أيضًا نوافير وبرك في التصميم الأصلي. خلال ثمانينيات القرن العشرين، كان مبنى Elevated Acre مغلقًا في كثير من الأحيان، وذلك وفقًا لأصحاب المبنى في ذلك الوقت، لأن المصعد والسلالم المتحركة كانت تخضع للإصلاح بشكل متكرر.  علاوة على ذلك، كانت الساحة معزولة، مما جعلها غير جذابة للمشاة. 
في العقد الأول من القرن الحادي والعشرين، تم تجديد Elevated Acre وفقًا لتصميمات Rogers Marvel Architects و Ken Smith ،   وأعيد افتتاحه في عام 2005.   تم استبدال السلالم المتحركة والمصعد في شارع واتر بأربعة سلالم متحركة أقصر ومجموعة من السلالم. ويحتوي التصميم الجديد على مجموعة متنوعة من النباتات والأعشاب والكثبان الرملية، بالإضافة إلى تراس متعدد المستويات. يوجد داخل الساحة فانوس يُعرف باسم منارة التقدم، وهو إشارة إلى مبنى معهد البحارة السابق في الموقع.  يشتمل The Elevated Acre أيضًا على مدرج مكون من سبعة مستويات وممشى خشبي مصنوع من الخشب الصلب البرازيلي.   يوجد مطعم اسمه Sky55 بجوار الساحة.   كانت الخطط الأصلية لإعادة التصميم تتضمن إنشاء مصعد يتسع لـ 100 شخص وحلبة للتزلج على الجليد، وقد تم إلغاؤها بسبب نقص الأموال.  يُعد The Elevated Acre متاحًا للتأجير كمكان للمناسبات الخاصة.   بموجب اتفاقية مع حكومة مدينة نيويورك، يجوز إغلاق Elevated Acre حتى ست مرات في السنة للمناسبات المجتمعية أو غير الربحية وست مرات في السنة للمناسبات الخاصة. 

## تاريخ

### تطوير

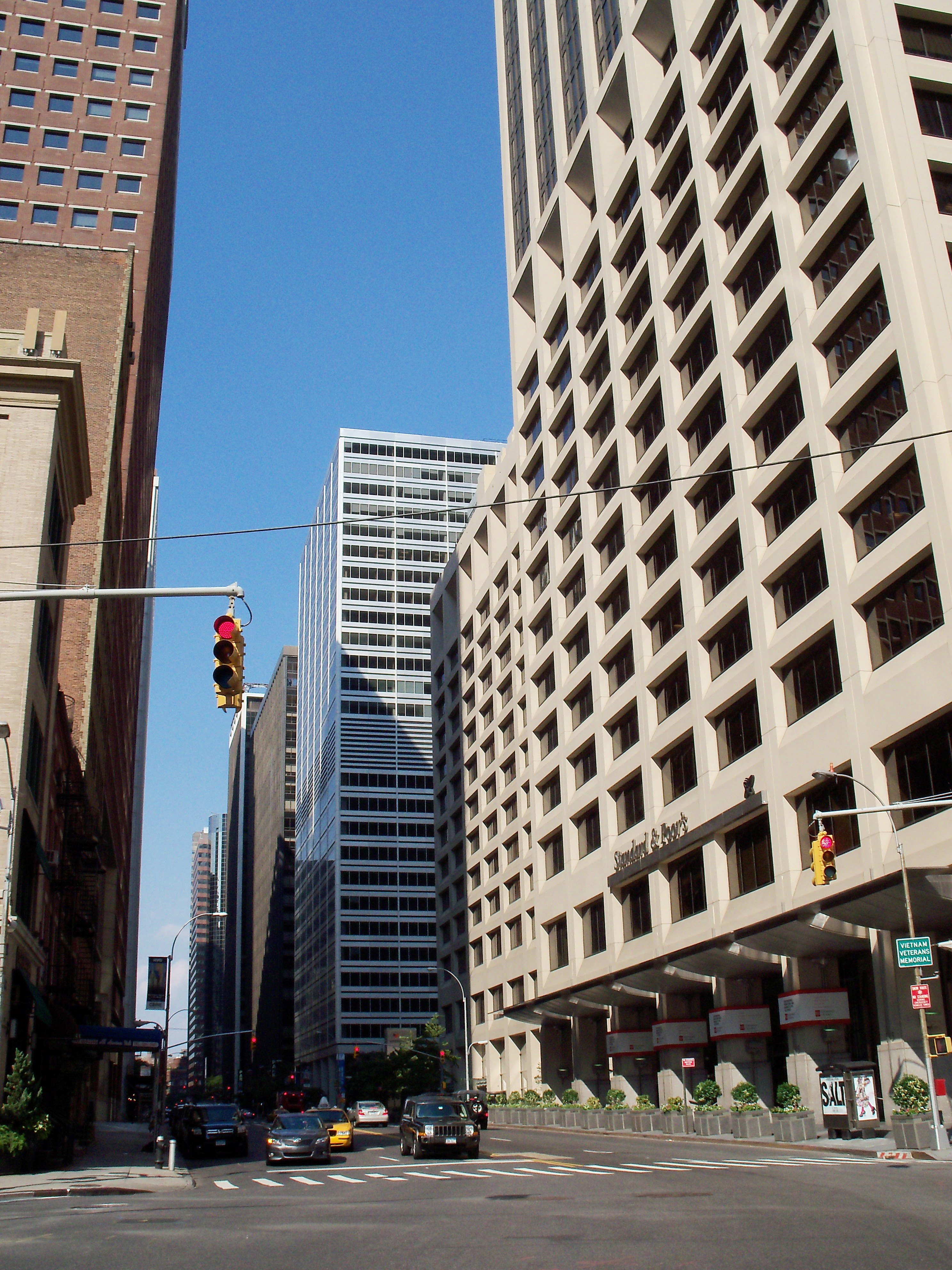
منظر من شارع ووتر باتجاه الشرق

اقترحت شركة Uris Buildings Corporation تشييد مبنى مكون من 53 طابقًا بين Coenties Slip وWater Street وOld Slip وSouth Street في أكتوبر 1968.  كان هذا أول مشروع يُقترح كجزء من خطة مانهاتن السفلى، كانت هذه مبادرة حكومية لمدينة نيويورك لتوجيه التنمية على طول الواجهة البحرية في مانهاتن السفلى .   كانت بورصة نيويورك قد فكرت في استئجار مساحة في المبنى قبل الإعلان عنه رسميًا، ولكن بورصة نيويورك قررت في النهاية عدم القيام بذلك.  في مقابل الحصول على إذن بإغلاق Cuylers Alley وFront Street من أجل بناء المبنى الجديد، اقترح أوريس تحسين حديقة جانيت المجاورة وإقامة ساحة عامة مرتفعة داخل التطوير الجديد.  تطلب الاقتراح من لجنة تخطيط مدينة نيويورك سن تعديل لتقسيم المناطق في عام 1968، حيث لا يمكن للساحات المرتفعة أن ترتفع أكثر من 5 قدم (1.5 م) فوق الرصيف.  في يناير 1969، وافقت لجنة التقدير على اقتراح أوريس لبناء ساحة للمشاة مرتفعة بجوار المبنى. 
عندما بدأ البناء في عام 1969، قدر الطورون قيمة الأستئجارات السنوية  حيث وافق بنك نيويورك الكيميائي من حيث المبدأ على استئجار 1.1×106 قدم2 (100,000 م2) في يناير 1969، مقابل 15 نسبة حصة في المبنى.   عندما تم الانتهاء من عقد الإيجار في أواخر عام 1969 بسعر 250 مليون دولار، كان هذا أكبر عقد إيجار تجاري يتم تنفيذه على الإطلاق.  استأجرت شركة الوساطة دومينيك ودومينيك 275,000 قدم2 (25,500 م2) عبر خمسة طوابق في مارس 1969، ليصبح بذلك أول مستأجر ينهي عقد الإيجار في 55 شارع ووتر.  بعد أسبوعين، استأجرت شركة بير ستيرنز 200,000 قدم2 (19,000 م2) على أربعة طوابق.  أثناء تشييد المبنى، كان كبار المهندسين يجتمعون كل يوم اثنين لمناقشة الصعوبات الهندسية التي يواجهها الموقع.  استأجرت جولدمان ساكس وهالي آند ستيجليتز بشكل جماعي 165,000 قدم2 (15,300 م2) سكنية. في مايو 1970،  واستأجرت شركة Interstate United Corporation بعد ذلك مساحة لمطعم في قاعدة المبنى. 
جمع العمال 1,000 رطل (450 كـغ) عارضة للطابق الثالث والخمسين من قسم البرج في حفل وضع اللمسات الأخيرة في 18 يونيو 1971.  في اليوم نفسه، أعلن يوريس أن شركة التأمين Prudential قد وافقت على وضع قرض بقيمة 150 مليون دولار على المبنى؛ وكان هذا أكبر رهن عقاري يتم وضعه على الإطلاق على مبنى تم تطويره بشكل خاص.   في المقابل، سوف تستحوذ شركة Prudential على حصة قدرها 25 بالمائة من أسهم المبنى.   في ذلك الوقت، تم تأجير 70 بالمائة من مساحة المكاتب.   أعلن متحف ويتني أنه سيفتتح موقعًا تابعًا له في 55 شارع ووتر بحلول نهاية عام 1971.  وفقًا لرئيس مجلس إدارة شركة Uris Buildings ، بيرسي أوريس ، فإن الفرع "سيساهم بشكل جيد في الشعور بالمبنى ووسائل الراحة التي يقدمها للأشخاص الذين يعملون هناك".   استأجرت شركة AG Becker & Co. وشركة Stock Clearing Corporation التابعة لبورصة نيويورك مساحة إضافية في شهر نوفمبر.  ومن بين المستأجرين الأوائل الآخرين شركات الخدمات المالية White Weld & Co. ، التي استأجرت طابقين،  و GH Walker & Co. ، التي استأجرت طابقًا واحدًا وجزءًا من طابق آخر.  منحت شركة Prudential قرضًا عقاريًا بقيمة 130 مليون دولار في نهاية عام 1972. 

### الافتتاح والسنوات الأولى
تم الانتهاء من بناء 55 Water Street في عام 1972 بتكلفة 3,268,000 قدم2 (303,600 م2) من المساحة القابلة للتأجير،  وبدأ المستأجرون في الانتقال إلى المبنى في بداية ذلك العام.  كان 55 Water Street أكبر مشروع تطوير مكاتب مضاربي في مانهاتن السفلى لمدة عقد من الزمان، حتى تم تطوير 52 Broadway في الثمانينيات.  تزامن اكتمال بناء المبنى مع انخفاض الطلب على المساحات المكتبية في مدينة نيويورك.  وفي هذه الأثناء، بعد وفاة بيرسي يوريس في عام 1971، بدأ شقيقه هارولد التفاوض لبيع جميع أصول شركته، بما في ذلك 55 شارع ووتر.   كانت شركة ناشيونال كيني قد اشترت حصة الأغلبية في عقارات يوريس بحلول أواخر عام 1973، حيث كان جزء كبير من مساحة المكاتب لا يزال شاغرًا.  وبعد ذلك قامت شركة ناشيونال كيني ببيع حصة قدرها 25 بالمائة من ملكية المبنى لشركة PIC Corporation؛ وفي ذلك الوقت، تم تأجير ثلاثة أرباع المبنى. 
افتتح متحف ويتني فرعًا للمتحف في الطابق الثالث من المبنى في سبتمبر 1973.  كان الفرع يشغل 4,800 قدم2 (450 م2) من مساحة المعرض المصممة بشكل متفرق.  كان مبنى ويتني يدفع دولارًا واحدًا سنويًا؛ وكانت تكاليف التشغيل تُغطى من قبل 29 مؤسسة أو شركة لها مكاتب في المنطقة المالية.    استمر أصحاب المبنى في مواجهة مشاكل مالية،  ووضعت شركة ناشيونال كيني المبنى رقم 55 في شارع ووتر وعشرة عقارات أخرى تابعة لشركة يوريس للبيع بعد فترة وجيزة من الاستحواذ على هذه المباني.  اتفق الدائنون والمرتهنون في عام 1975 على تأجيل تحصيل مطالباتهم حتى يصبح المبنى مستأجرًا أكثر ويتحسن تدفقه النقدي.  أعرب صامويل جيه ليفراك عن اهتمامه بشراء المبنى رقم 55 في شارع ووتر ومعظم هياكل شركة يوريس الأخرى في عام 1976، حيث احتوت المباني مجتمعة على أربعة بالمائة من مساحة المكاتب في مانهاتن.  في الوقت نفسه، خططت شركة مانوفاكتشرز هانوفر لاستئجار طابقين إضافيين وطابق نصفي، بشرط أن توافق حكومة المدينة على إنشاء نفق بين 55 شارع ووتر ومقر عمليات الشركة في 4 نيويورك بلازا المجاورة.  استأجرت شركة LF Rothschild طابقين في منتصف عام 1976. 

### ملكية أولمبيا ويورك

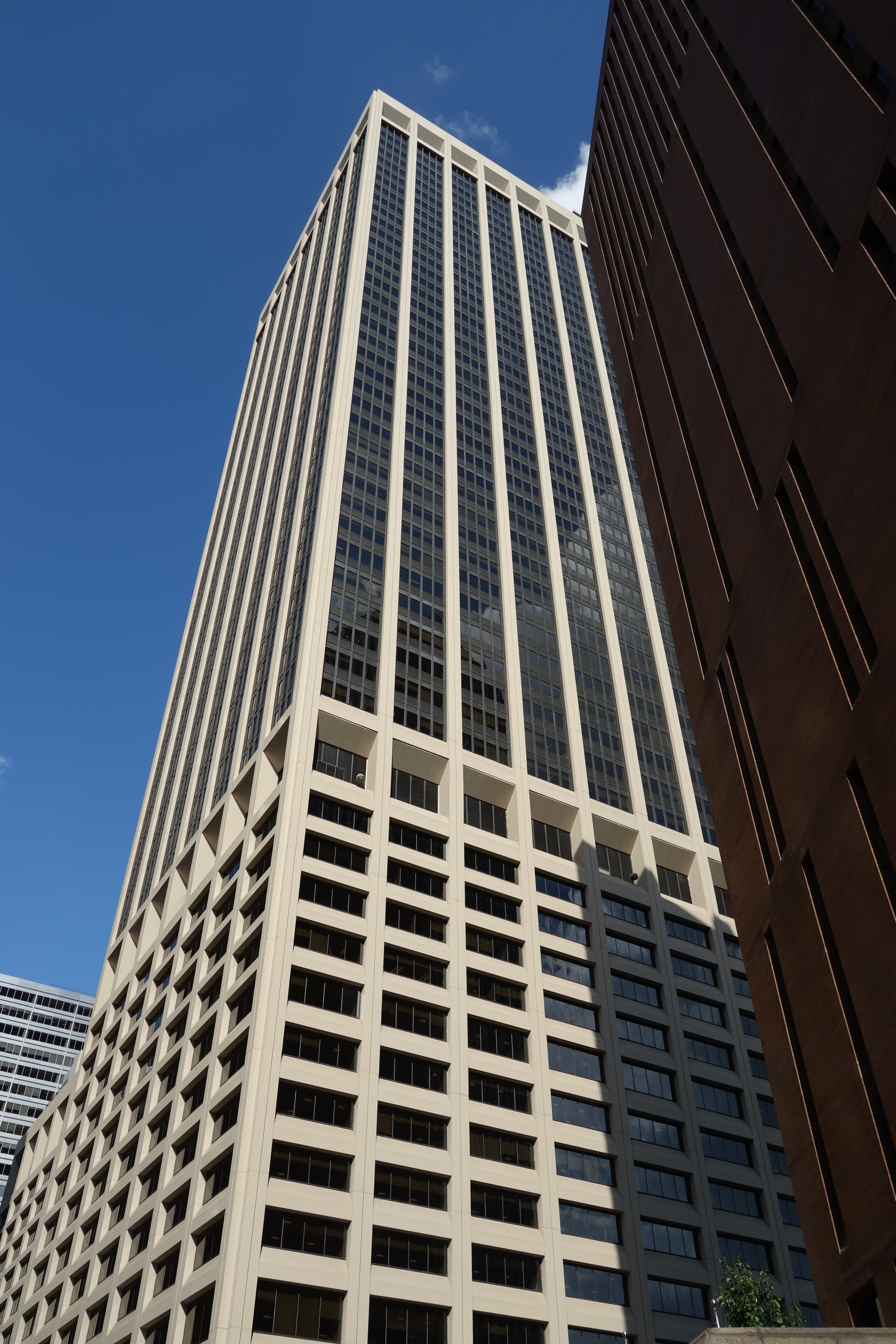
كما هو موضح من تقاطع شارع ووتر وكونتيز سليب

قررت شركة ناشيونال كيني بيع المبنى رقم 55 ووتر ستريت وثمانية مبانٍ أخرى تابعة لشركة يوريس في نوفمبر 1976؛ في ذلك الوقت، كانت الشركة تمتلك 51 بالمائة من المبنى.  اشترت شركة أوليمبيا ويورك العقار رقم 55 في شارع ووتر في عام 1977 كجزء من صفقة بقيمة 50 مليون دولار أمريكي شملت العديد من عقارات شركة يوريس. جعلت هذه المعاملات الشركة واحدة من أكبر ملاك العقارات التجارية في مانهاتن.   من بين العقارات التي اشترتها شركة Olympia & York من شركة National Kinney، كان العقار رقم 55 Water Street فقط هو الذي لا يزال يحتوي على قدر كبير من المساحة الشاغرة، مع 50,000 قدم2 (4,600 م2) لا يزال متاحًا للإيجار.  بحلول أواخر سبعينيات القرن العشرين، تم شغل الوظائف الشاغرة في مبنى 55 ووتر ستريت والمباني الأخرى القريبة في مانهاتن السفلى.  خلال ذلك الوقت، تم استئجار المساحة المتبقية من قبل شركات مثل شركة الأوراق المالية ليمان براذرز .  بحلول عام 1979، كان المبنى مستأجرًا بالكامل؛  وكانت شركة خدمات الدفع أمريكان إكسبريس قد استأجرت آخر كتلة كبيرة من المساحة الشاغرة، والتي تغطي 191,000 قدم2 (17,700 م2) عبر أربعة طوابق. 
بحلول عام 1980، ارتفعت قيمة العقار رقم 55 في شارع ووتر بشكل كبير.  ونتيجة لذلك، اضطر متحف ويتني إلى الانتقال من مكانه في المبنى في ذلك العام، لأن المالكين أرادوا تأجير مساحة المتحف.   في ذلك الوقت، كان المبنى يضم المقر الرئيسي أو مكاتب العديد من الشركات المالية الكبرى، بما في ذلك ليمان براذرز، وإل إف روتشيلد، وجولدمان ساكس، وبير ستيرنز؛  وكان لدى بعض هذه الشركات غرف طعام خاصة بها.  بالإضافة إلى ذلك، احتوى الطابق الثالث على مطعم يسمى Harbor Club.  خلال هذا العقد، حصلت أوليمبيا ويورك على قرض عقاري بقيمة 550 مليون دولار في شكل عرض سندات .  وبحلول أواخر ثمانينيات القرن العشرين، بدأ المستأجرون مثل LF Rothschild في تأجير مساحاتهم، على الرغم من قلة المستأجرين المحتملين. كان المبنى يحتوي على كميات كبيرة من الأسبستوس، والتي بموجب لائحة مكافحة الأسبستوس التي صدرت في عام 1985، كان لا بد من إزالتها قبل أن يتم تأجير المساحة في المبنى.  انتقلت شركات أخرى، مثل مورجان ستانلي ، إلى خارج المبنى بالكامل.  تم إعادة تمويل المبنى من خلال إصدارين للسندات في عام 1986، وقام صندوق التقاعد أنظمة التقاعد في ألاباما (RSA) بشراء 19.5 بالمائة من السندات مقابل 100 مليون دولار.  وشمل التمويل 435 مليون دولار في السندات ذات الفائدة و113 مليون دولار في السندات ذات القسيمة الصفرية . 
أثر الركود الاقتصادي في التسعينيات على مالية أولمبيا ويورك، مما تسبب في زيادة معدلات الشواغر.   كان المبنى لا يزال المبنى المكتبي الأكثر قيمة في المدينة والمملوك للقطاع الخاص، حيث بلغت قيمته التقديرية حوالي 280 مليون دولار في عام 1990.  بحلول العام التالي، كان من المقرر أن تنتهي عقود الإيجار لخمسي مساحة المكاتب في المبنى خلال عامين.  قامت وكالات التصنيف الائتماني بخفض تصنيفاتها لقرض الرهن العقاري لـ 55 Water Street، والذي كانت أوليمبيا ويورك تواجه صعوبة في سداده.   اجتمعت شركة أولمبيا ويورك مع حاملي سنداتها في مايو 1992 في محاولة للاحتفاظ بالسيطرة على المبنى.   أشارت شركة أولمبيا ويورك إلى أنها لن تكون قادرة على دفع تكاليف إزالة الأسبستوس، والتي ستتكلف ما لا يقل عن $20/قدم2 () .  كان المبنى يحتوي بالفعل على 620,000 قدم2 (58,000 م2) من المساحة الشاغرة في ذلك الوقت،  ولكن معدل الشواغر كان من المقرر أن يصل إلى 50 في المائة بحلول نهاية العام.  قال أحد المسؤولين التنفيذيين الماليين إن المبنى تحول بسرعة "من كونه برجًا للخدمات المالية الرائدة إلى برج مفلس". 

### ملكية RSA

#### التسعينيات

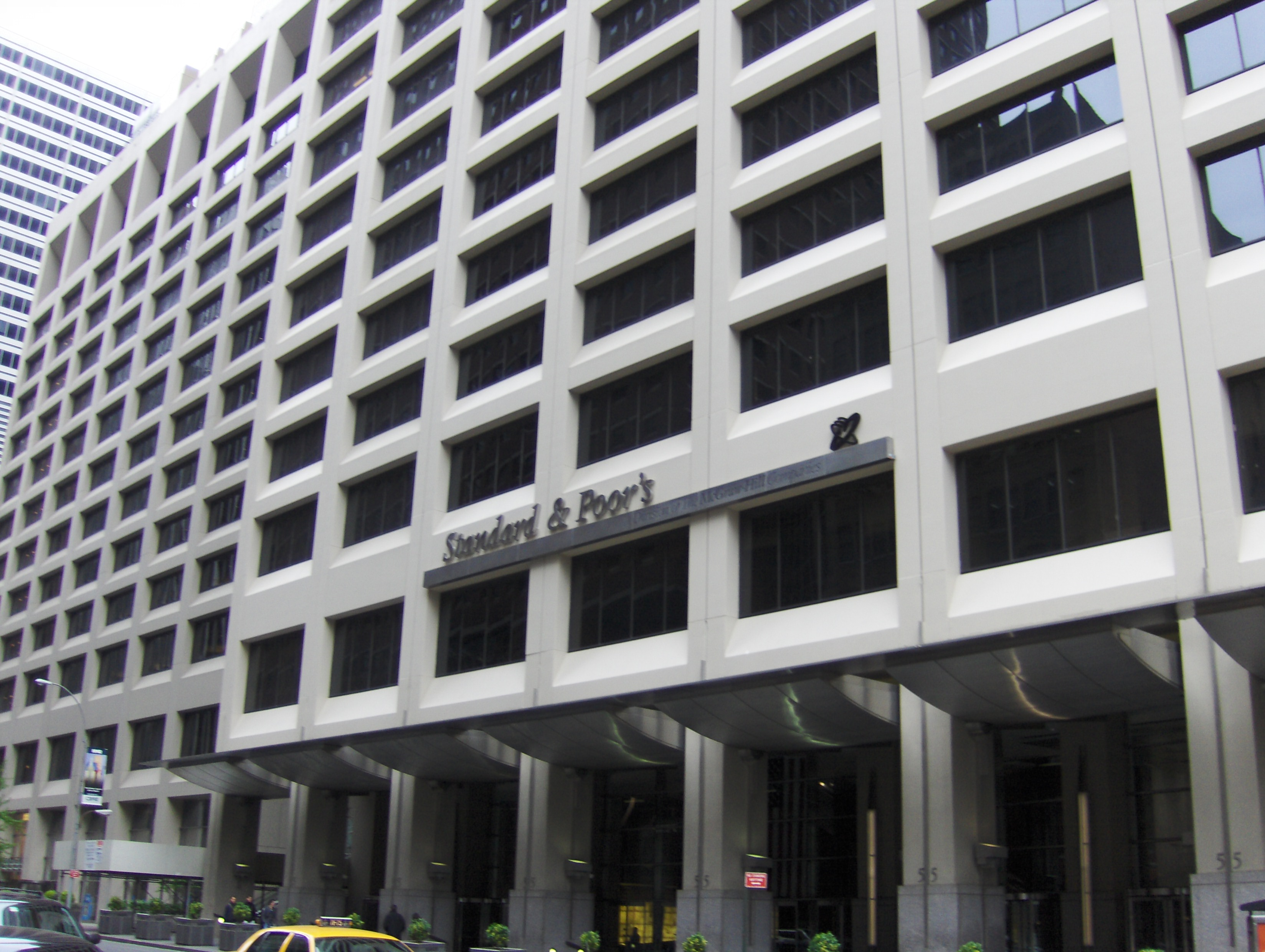
قاعدة المبنى، مع لافتة إعلانية للمستأجر ستاندرد آند بورز

اتفقت أولمبيا ويورك في سبتمبر 1992 على نقل ملكية المبنى إلى حاملي السندات مقابل إلغاء حوالي 548 مليون دولار من الديون.   كان بإمكان كل حاملي السندات مقايضة سنداتهم بحصص أسهم في 55 Water Street أو بيع سنداتهم إلى RSA مقابل النقد.  ولضمان خلو المبنى من الديون، وافقت شركة RSA والدائنون الآخرون على تقديم طلب إفلاس بالتراضي إذا اختار الدائنون الاحتفاظ بسنداتهم.  وقد قدرت قيمة المبنى في عملية البيع المقترحة بـ 149 مليون دولار فقط، على الرغم من أن المدينة قد قدرت قيمة المبنى بـ 540 مليون دولار.  تقدمت شركة تابعة لشركة أوليمبيا ويورك بطلب للحماية من الإفلاس بموجب الفصل الحادي عشر في مايو 1993، مما يسمح للمشترين بإجراء مبادلة الأسهم .   تم الانتهاء من عملية الشراء في شهر أكتوبر من ذلك العام، مما أدى إلى محو جميع ديون المبنى.   اشترت شركة RSA معظم الدائنين الآخرين مقابل حوالي 120 مليون دولار.   بعد هذا الشراء، أصبحت شركة RSA تمتلك حصة 88 بالمائة في المبنى، وكان هناك 60 مليون دولار متاحة لدفع تكاليف التجديدات.  في ذلك الوقت، كان المبنى مشغولاً بنسبة 65 بالمائة. 
أنشأت RSA شركة تابعة، وهي شركة New Water Street Corporation، لتشغيل وإدارة المبنى.   قام الملاك الجدد على الفور بتعيين جونز لانج ووتون كوكيل تأجير المبنى.  بعد الاستحواذ على المبنى، خططت شركة RSA لإزالة الأسبستوس، وتحديث المصاعد، وإضافة الرشاشات إلى كل طابق.  قامت شركة RSA بتعيين شركة Kohn Pedersen Fox لتصميم خطط إعادة التصميم التجميلية، كما أنفق صندوق التقاعد أكثر من 20 مليون دولار لإزالة الأسبستوس من المبنى وتثبيت نظام كهربائي احتياطي.  ارتفعت تكلفة التجديدات إلى 125 مليون دولار  أو 140 مليون دولار بحلول منتصف التسعينيات.  كان المبنى لا يزال يحتوي على كميات كبيرة من مساحات المكاتب الشاغرة في ذلك الوقت،  على الرغم من تقديم إيجارات منخفضة نسبيًا تبلغ حوالي $20/قدم2 () .  خلال هذا الوقت، كان من بين المستأجرين الرئيسيين في 55 شارع ووتر شركة Depository Trust Company  وشركة Securities Industry Automation Corporation . 
في السنوات التي تلت استحواذ شركة RSA على المبنى، كان الدخل السنوي يزداد بشكل متكرر بنسبة تزيد عن 10 بالمائة من عام إلى آخر.  قامت شركة RSA بتحديث أنظمة الاتصالات والكهرباء في المبنى رقم 55 Water Street لجذب المستأجرين، وأعلنت عن المبنى باعتباره "برج القوة".  تم شغل جزء كبير من مساحة المكاتب بحلول عام 1997،  عندما استأجرت شركة ستاندرد آند بورز 937,000 قدم2 (87,100 م2) .   بالإضافة إلى ذلك، أعربت العديد من الشركات المالية الأخرى مثل بنك رويال أوف كندا وجولدمان ساكس عن اهتمامها باستئجار مساحة في المبنى.  تم الانتهاء من تجديد مبنى 55 واتر ستريت في عام 1999 بتكلفة بلغت 156 مليون دولار. في تلك اللحظة، كان المبنى مشغولاً بنسبة 100 بالمائة. كان ما يقرب من ثلث المساحة لا يزال مشغولاً من قبل خليفة بنك كيميكال، بنك تشيس ، الذي انتهت إيجاراته في عام 2003؛  وكان البنك يخطط للانتقال بعد انتهاء إيجاره.  بالإضافة إلى ذلك، كان الملاك يخططون لتجديد الساحة المرتفعة للمبنى، وكذلك المساحة العامة بجوار ساحة قدامى المحاربين في فيتنام، وكلاهما لم يتم استغلالهما بشكل كافٍ. 

#### العقد الأول من القرن الحادي والعشرين
في أوائل عام 2001، فكرت شركة جولدمان ساكس في بناء مبنى مكون من 13 طابقًا 240 قدم (73 م) الملحق في موقع الفدان المرتفع. كان من المفترض أن يتضمن الملحق سبع طوابق تجارية كبيرة، كل منها يغطي 56,000 قدم2 (5,200 م2) . بالإضافة إلى ذلك، كان من المفترض أن يزيد ارتفاع البرج الشمالي بمقدار 35 قدم (11 م) . وكان من المقرر أن تبلغ تكلفة المشروع بأكمله 850 مليون دولار، وكان من المقرر أن يكتمل في عام 2004. ولتعويض فقدان المساحة العامة، اقترح جولدمان ساكس دفع تكاليف تحسينات مختلفة للمساحة العامة القريبة.  تم إسقاط الخطط بعد فترة وجيزة من تقديمها.   استشهدت شركة جولدمان ساكس بالظروف الاقتصادية، إلا أن بعض سكان الحي أعربوا عن معارضتهم للخطة.  بعد إلغاء خطط جولدمان ساكس، قامت شركة RSA بتعيين ماري آن تايج كوسيط للمبنى.  قامت RSA وجمعية الفنون البلدية برعاية مسابقة تصميم لتجديد الساحة المرتفعة.  في سبتمبر 2002، استأجرت شركة RSA مشروعًا مشتركًا بين كين سميث وRogers Marvel Architects لإعادة تصميم الساحة. 
في أعقاب هجمات 11 سبتمبر عام 2001، قام مديرو المبنى بتنفيذ نقاط تفتيش أمنية في الردهة، مما أدى إلى زيادة الإيجار لجميع المستأجرين.  ولملء المساحة الفارغة، عرض الملاك عامين من الإيجار المجاني للمستأجرين الجدد.  استأجرت خطة HIP Health Plan of New York (التي أصبحت لاحقًا جزءًا من EmblemHealth ) المبنى الشمالي بالكامل وجزءًا من المبنى الجنوبي في عام 2003.  في ذلك الوقت، كان هذا أكبر انتقال للشركات إلى مانهاتن السفلى منذ هجمات 11 سبتمبر.   في الوقت نفسه، استأجرت هيئة تقاعد المعلمين في مدينة نيويورك أيضًا 150,000 قدم2 (14,000 م2) في المبنى.  أعيد افتتاح ساحة Elevated Acre في عام 2005 بعد تجديدها.  استأجرت إدارة النقل في مدينة نيويورك أكثر من 400,000 قدم2 (37,000 م2) في عام 2006،  كما استأجرت شركة النشر Bowne & Co. مساحة أيضًا. 

#### من العقد الأول من القرن الحادي والعشرين حتى الوقت الحاضر
خلال أوائل القرن الحادي والعشرين، أصبحت مجموعة CBRE وكيل التأجير.  في 29 أكتوبر 2012، تعرض المبنى لأضرار مرتبطة بإعصار ساندي عندما ضربته عاصفة 14-قدم-high (4.3 م) تسببت العاصفة في فيضانات في المنطقة. لقد تعرضت مستويات الطابق السفلي لأضرار بالغة،   ولم تتمكن المولدات الكهربائية الطارئة على السطح من العمل لأنها كانت تعمل بواسطة مضخات في الطابق السفلي.  ظل المبنى مغلقًا لعدة أسابيع بسبب الفيضانات.   أثناء إجراء الإصلاحات، اندلع حريق في 23 نوفمبر، مما تسبب في إصابة 27 شخصًا.   وللاستعداد للعواصف المستقبلية، خطط مالك المبنى لنقل المعدات الكهربائية من الطابق السفلي إلى الطابق الثالث.  في عام 2014، قامت شركة بلازا للإنشاءات بتثبيت نظام حاجز للفيضانات حول المبنى؛ وعند تفعيله، يمكن لجدران الفيضانات أن تحمي من 8 قدم (2.4 م) زيادة مفاجئة. 
نقلت شركة McGraw Hill Financial مقرها الرئيسي إلى 55 Water Street في يونيو 2015،  ونقلت شركة Hugo Boss مقرها الرئيسي في أمريكا الشمالية إلى هناك في نفس العام.  بحلول عام 2018، حققت شركة RSA 155 مليون دولار من دخل الإيجار سنويًا، وبلغت قيمة المبنى حوالي 1.5 مليار دولار.  في عام 2019، أعلنت شركة البرمجيات Justworks أنها ستنتقل إلى 270,000 قدم2 (25,000 م2) على أربعة طوابق،  وقامت هيئة تقاعد المعلمين في مدينة نيويورك بتأجير جزء من أحد الطوابق.  استأجر نظام MJHS الصحي 138,000 قدم2 (12,800 م2) في مارس 2022، وهو أكبر عقد إيجار يتم الانتهاء منه في مانهاتن السفلى في 18 شهرًا.  